# Vláda Kazimierze Marcinkiewicze
Vláda Kazimierze Marcinkiewicze byla od 31. října 2005 do 14. července 2006 polskou vládou pod vedením Kazimierze Marcinkiewicze. Po parlamentních volbách v září 2005 selhalo koaliční vyjednávání vítězné strany Právo a spravedlnost s Občanskou platformou, a tak byla nakonec jmenována menšinová vláda PiS s účastí nestraníků.
Vláda získala důvěru Sejmu 10. listopadu 2006, při čemž pro ni kromě poslanců PiS hlasovali i zástupci Sebeobrany, Ligy polských rodin a Polské lidové strany, proti byli poslanci Občanské platformy a Svazu demokratické levice. Již během schvalování rozpočtu na rok 2006 se ale projevila nedostatečná podpora kabinetu v Sejmu. V únoru 2006 tedy předseda PiS Jarosław Kaczyński podepsal s předsedy Sebeobrany a LPR Andrzejem Lepperem a Romanem Giertychem tzv. stabilizační pakt, podle kterého měly strany podpořit některé vládní zákony a výměnou za to se vláda a prezident Lech Kaczyński nebudou snažit o rozpuštění Sejmu. Půl roku na to měly být zahájeny rozhovory o rozšíření koalice. Pakt ale vydržel jen měsíc. Dne 27. dubna 2006 podepsal PiS koaliční dohodu se Sebeobranou a Národním parlamentním kolem (sdružujícím odpadlíky LPR). Dne 5. května se ke koalici přidala LPR, čímž vláda získala většinu v Sejmu. Na protest proti vstupu kontroverzního Romana Giertycha z LPR do vlády rezignoval ministr zahraničí Stefan Meller.
Premiér Marcinkiewicz 7. července oznámil, že se chystá rezignovat. O jeho odchodu se spekulovalo již od začátku roku, ale překážkou byla premiérova popularita. Marcinkiewicz byl ve své činnosti nečekaně samostatný a na PiS také příliš proevropský. Oficiálním důvodem odchodu byla ale Marcinkiewiczova kandidatura na prezidenta Varšavy. O tři dny později předal Marcinkiewicz demisi do rukou prezidenta Lecha Kaczyńského. PiS na jeho místo navrhl svého předsedu Jarosława Kaczyńského, jehož vláda byla jmenována 14. července.

## Složení vlády
| Portfej                                                               | Ministr / člen vlády                | Strana      | Nástup do úřadu | Odchod z úřadu    |
| --------------------------------------------------------------------- | ----------------------------------- | ----------- | --------------- | ----------------- |
| Předseda vlády                                                        | Kazimierz Marcinkiewicz             | PiS         | 31. října 2005  | 14. července 2006 |
| Místopředseda vlády (od 21. 11. 2005) Ministr vnitra a administrativy | Ludwik Dorn                         | PiS         | 31. října 2005  | 14. července 2006 |
| Místopředsedkyně vlády                                                | Zyta Gilowska                       | nestranička | 7. ledna 2006   | 24. června 2006   |
| Místopředseda vlády                                                   | Andrzej Lepper                      | Sebeobrana  | 5. května 2006  | 14. července 2006 |
| Místopředseda vlády a ministr školství                                | Roman Giertych                      | LPR         | 5. května 2006  | 14. července 2006 |
| Ministryně regionálního rozvoje                                       | Grażyna Gęsicka                     | nestranička | 31. října 2005  | 14. července 2006 |
| Ministr zemědělství a rozvoje venkova                                 | Krzysztof Jurgiel                   | PiS         | 31. října 2005  | 5. května 2006    |
| Ministr zemědělství a rozvoje venkova                                 | Andrzej Lepper                      | Sebeobrana  | 5. května 2006  | 14. července 2006 |
| Ministr sportu                                                        | Tomasz Lipiec                       | nestraník   | 31. října 2005  | 14. července 2006 |
| Ministr financí                                                       | Teresa Lubińska                     | nestranička | 31. října 2005  | 7. ledna 2006     |
| Ministr financí                                                       | Zyta Gilowska                       | nestranička | 7. ledna 2006   | 24. června 2006   |
| Ministr financí                                                       | Paweł Wojciechowski                 | nestraník   | 24. června 2006 | 14. července 2006 |
| Ministr zahraničí                                                     | Stefan Meller                       | nestraník   | 31. října 2005  | 9. května 2006    |
| Ministr zahraničí                                                     | Anna Fotyga                         | PiS         | 9. května 2006  | 14. července 2006 |
| Ministr práce a sociálních věcí                                       | Krzysztof Michałkiewicz             | PiS         | 31. října 2005  | 5. května 2006    |
| Ministr práce a sociálních věcí                                       | Anna Kalata                         | Sebeobrana  | 5. května 2006  | 14. července 2006 |
| Ministr státního pokladu                                              | Andrzej Mikosz                      | nestraník   | 31. října 2005  | 4. ledna 2006     |
| Ministr státního pokladu                                              | Kazimierz Marcinkiewicz (úřadující) | PiS         | 4. ledna 2006   | 15. února 2006    |
| Ministr státního pokladu                                              | Wojciech Jasiński                   | PiS         | 15. února 2006  | 14. července 2006 |
| Ministr dopravy a stavebnictví                                        | Jerzy Polaczek                      | PiS         | 31. října 2005  | 5. května 2006    |
| Ministr dopravy                                                       | Jerzy Polaczek                      | PiS         | 5. května 2006  | 14. července 2006 |
| Ministr stavebnictví                                                  | Antoni Jaszczak                     | Sebeobrana  | 5. května 2006  | 14. července 2006 |
| Ministr zdravotnictví                                                 | Zbigniew Religa                     | PC          | 31. října 2005  | 14. července 2006 |
| Ministr školství a vědy                                               | Michał Seweryński                   | nestraník   | 31. října 2005  | 5. května 2006    |
| Ministr vědy a vyššího vzdělávání                                     | Michał Seweryński                   | nestraník   | 5. května 2006  | 14. července 2006 |
| Ministr národní obrany                                                | Radosław Sikorski                   | nestraník   | 11. června 2004 | 31. října 2005    |
| Ministr životního prostředí                                           | Jan Szyszko                         | PiS         | 31. října 2005  | 14. července 2006 |
| Ministr kultury a národního dědictví                                  | Kazimierz Michał Ujazdowski         | PiS         | 31. října 2005  | 14. července 2006 |
| Ministr zdravotnictví                                                 | Piotr Woźniak                       | nestraník   | 11. června 2004 | 31. října 2005    |
| Ministr spravedlnosti                                                 | Zbigniew Ziobro                     | PiS         | 31. října 2005  | 14. července 2006 |
| Ministr bez portfeje, koordinátor speciálních služeb                  | Zbigniew Wassermann                 | PiS         | 31. října 2005  | 14. července 2006 |
| Ministr mořského hospodářství                                         | Rafał Wiechecki                     | LPR         | 5. května 2006  | 14. července 2006 |